# Contea di Mobile
La contea di Mobile, in inglese Mobile County, è una contea dello Stato dell'Alabama, negli Stati Uniti. La popolazione al censimento del 2010 era di 412.992 abitanti, passati a 414.809 nel 2020. Il capoluogo di contea è Mobile.

## Geografia fisica
La contea si trova nella parte sud-occidentale dell'Alabama al confine con il Mississippi e a sud si affaccia sul Golfo del Messico. Lo United States Census Bureau certifica che l'estensione della contea è di 4.258 km², di cui 3.194 km² composti da terra e i rimanenti 1.064 km² composti di acqua.
Il territorio si trova nella Pianura Costiera. Il territorio include diverse isole, tra cui le isole di Gaillard, Mon Luois e Dauphin. A circa tre miglia al largo della costa , all'ingresso della baia di Mobile, si trova l'isola di Dauphin, un'isola barriera subtropicale della Costa del Golfo dove vivono circa 1.300 residenti permanenti.
Nella contea hanno sede alcune università, tra cui la University of South Alabama e lo Spring Hill College.

### Contee confinanti
- Contea di Washington - nord
- Contea di Baldwin - est
- Contea di Jackson (Mississippi) - sud-ovest
- Contea di George (Mississippi) - ovest
- Contea di Greene (Mississippi) - nord-ovest

### Laghi, fiumi e parchi
La contea comprende i seguenti laghi, fiumi e parchi:
| Laghi | Fiumi | Parchi | Parchi |
| --- | --- | --- | ------ |
| - Alligator Lake - Big Chippewa Lake - David Lake - Dead Lake - Duck Lake - Haas Lake - Little Chippewa Lake - Louts Lake - McLean Lake - Oleander Pond - Sheppard Lake - Spring Lake - Zedol Lake | - Baker Creek - Bates Creek - Black Creek - Cedar Creek - Chickasaw Creek - Dog River - Middle River - Mobile River - Moore Creek - Muddy Creek | - Agri-Ed Pavilion - Mobile County Bayfront Park - Chickasabogue Park - Chickasabogue Park History - West Mobile County Park - Dead Lake Marina |        |

## Storia
La contea di Mobile fu creata il 18 dicembre 1812. La città di Mobile, il primo insediamento europeo nello stato dell'Alabama e una delle città più antiche degli Stati Uniti, fu fondata nel 1702 e la contea prende il nome da questo insediamento, noto come Fort Louis de la Mobile. Il nome della città e della contea deriva dall'insediamento di Mabila, fondato dai nativi Maubila. La Spagna inizialmente mantenne la propria rivendicazione sull’area, coesistendo pacificamente con gli americani nel territorio. L’anno successivo, tuttavia, il generale James Wilkinson occupò il distretto militarmente, e il comandante spagnolo si arrese il 13 aprile 1813. La parte settentrionale della contea ospita il gruppo MOWA (Mobile and Washington County) della nazione Choctaw, i cui antenati si stabilirono nell’area dopo la fine della Guerra Creek nel 1814. Il popolo è stato formalmente riconosciuto dell’Alabama nel 1979, rendendoli idonei a ricevere servizi come istruzione e alloggi.
La contea venne dichiarata area disastrata nel settembre 1979 a causa dei danni creati dall'uragano Frederic, e nel settembre 2005 a causa dell'uragano Katrina.

## Società

### Evoluzione demografica
Abitanti censiti (migliaia)

## Infrastrutture e trasporti

### Strade e autostrade
- Interstate 10
- Interstate 65
- Interstate 165
- U.S. Highway 43
- U.S. Highway 45
- U.S. Route 90
- U.S. Highway 98

### Porti
- Porto di Mobile

## Centri abitati[13]

### City
- Bayou La Batre
- Chickasaw
- Citronelle
- Mobile
- Prichard
- Saraland
- Satsuma
- Semmes

### Town
- Creola
- Dauphin Island
- Mount Vernon

### Census-designated place
- Axis
- Belle Fontaine
- Bucks
- Calvert[14]
- Chunchula
- Grand Bay
- Gulfcrest
- Movico
- Theodore
- Tillmans Corner